# Ново-Светлая улица (Казань)
Ново-Светлая улица (Новосветлая, тат. Яңа Якты урам, Yaña Yaqtı uram) — небольшая улица в историческом районе Пороховая слобода Кировского района Казани.  

## География
Начинаясь от территории гаражного кооператива «Химик-2», пересекает улицы Светлая и Лебяжья.

## История
Возникла до революции как часть Пороховой слободы под названием Новая. С 1920-х годов известна под своим нынешним названием. В конце 1920-х – начале 1930-х годов кварталы 16-24 слободы Восстания были отданы заводу № 40 (пороховой завод) под застройку четырёхэтажными каменными домами, однако этот план был реализован лишь в виде двух домов на Солнечной улице.
К концу 1930-х годов на улице Байдукова имелись домовладения: №№ 1–35/97б по нечётной стороне и №№ 1–42/95 по чётной.
В середине 1960-х годов частная застройка улицы, примыкавшая к улице Болотникова, была снесена, попав в зону застройки микрорайона № 3 Кировского района; нечётная часть улицы была снесена почти полностью при строительстве детского сада № 351. Вторая волна застройки улицы многоквартирными домами произошла в 2000-е годы.
Современная застройка улицы — «частный сектор» (в начале улицы по чётной стороне), «хрущёвки» и другие многоэтажные дома (в конце улицы). 
После вхождения Пороховой слободы в состав Казани улица вошла в состав слободы Восстания, административно относившейся к 6-й городской части. После введения в городе деления на административные районы входила в состав Кировского района.

## Транспорт
Общественный транспорт по улице не ходит. Ближайшая остановка общественного транспорта — «Горьковское шоссе» (автобус) на одноимённой улице. 

## Объекты
- № 11 — жилой дом завода оргсинтеза.[19]
- № 22 — жилой дом порохового завода.[20]